# Kurt Hornfischer
Kurt Hornfischer (Gera, 1º febbraio 1910 – Norimberga, 18 gennaio 1958) è stato un lottatore tedesco, specializzato nella lotta greco-romana.

## Palmarès

### Olimpiadi
- 1 medaglia:
  - 1 bronzo (Berlino 1936 nei pesi massimi)